# 卡姆揚卡 (卡霍夫卡區)
46°42′29″N 33°27′30″E / 46.70806°N 33.45833°E
卡姆揚卡（烏克蘭語：Кам'янка）是位於烏克蘭南部的村莊，由赫爾松州卡霍夫卡區的塔夫里斯克市鎮負責管轄。該村面積4平方公里，海拔高度40米，2001年人口687，人口密度每平方公里171.8人。